# Museo Nacional de Arte Oriental
El Museo Nacional de Arte Oriental (MNAO) es un museo argentino ubicado en la ciudad de Buenos Aires. Tiene como objetivo preservar y difundir las producciones materiales de las culturas asiáticas, africanas y oceánicas.
Fue creado por Resolución Nº 991, el 14 de julio de 1965 y abrió sus puertas al público por primera vez el 5 de agosto de 1966. Si bien pasó varias décadas utilizando cuatro habitaciones del Palacio Errázuriz (en el que también se encuentra el Museo Nacional de Arte Decorativo), desde el 7 de diciembre de 2022 se ubica en el segundo piso del Centro Cultural Borges. 
Formó su patrimonio artístico sobre la base de compras directas, legados y donaciones de colecciones particulares y de embajadas de países orientales en la Argentina, llegando en la actualidad a acumular un patrimonio artístico de más de 3000 piezas. El Museo posee además una biblioteca especializada consistente en 1500 libros, una hemeroteca con 2500 revistas y publicaciones periódicas, y una videoteca con más de 150 documentales.
Entre las piezas que forman parte de la colección se destacan estatuillas de cerámica esmaltada de Egipto, altares portátiles del Japón del siglo XVII, alfombras de oración del Tíbet, tallas chinas de jade y marfil, serigrafías de la India, y abanicos de madera labrada y obras de caligrafías japonesas y coreanas contemporáneas.
El museo no se encontró abierto al público general entre 2001 y 2019.

### Reapertura
Tras 18 años cerrado al público, el Museo Nacional de Arte Oriental llevó a cabo un proceso de puesta en valor del espacio de reserva y de una sala contigua, de preparación de soportes de exhibición, planeras y vitrinas, dispositivos de iluminación y conservación.
Como resultado del proceso de trabajo, desde el 3 de septiembre de 2019, el Museo Nacional de Arte Oriental se encontraba abierto al público en su sede del Palacio Errázuriz. Cuenta con una sala de exhibiciones temporarias y con el espacio de Reserva Visitable.
Además, el museo realiza tareas de registro de colecciones, catalogación de la biblioteca, investigación y puesta en valor de las colecciones. Asimismo, se producen exposiciones 'extramuros', programas públicos, actividades con escuelas y familias, así como también se ofrece un servicio de biblioteca especializado.
El museo depende del Ministerio de Cultura de la Nación. En 2017 se había anunciado que sería trasladado a la casona de Lucio V. Mansilla, en el barrio de Belgrano. Finalmente, el Ministerio de Cultura desestimó esta posibilidad en 2018 y, desde el 7 de diciembre de 2022 se ubica en el segundo piso del Centro Cultural Borges. 